# 71-й пехотный полк (Австро-Венгрия)
71-й Венгерский пехотный полк (нем. Ungarisches Infanterie-Regiment Nr. 71) — венгерский (словацкий) пехотный полк Единой армии Австро-Венгрии. Также известен как Тренчанский 71-й пехотный полк (словац. Trenčiansky 71. peší pluk), штаб его располагался в Тренчине, в Тренчинских казармах. Этот пехотный полк состоял преимущественно из словаков Венгрии и прославился не только своими успехами на фронтах Первой мировой войны, но и бунтом в сербском городе Крагуевац, завершившимся расстрелом 44 солдат.

## История

### Образование и структура
На фоне множества неудач армии Австрийской империи в 1859 году началась серия важнейших военных реформ. В рамках реорганизации армии на основе старых пехотных батальонов и пехотных полков стали образовываться пехотные полки нового образца. 1 февраля 1860 года на основе батальона линейной пехоты, собранного из добровольцев 8-го, 12-го и 54-го пехотных полков, был создан новый 71-й пехотный полк. В разное время шефами полка были:
- 1860—1870: великий герцог Тосканы Леопольд II
- 1870—1886: барон Рудольф фон Россбахер
- 1889—1891: граф Хельмут Мольтке
- 1891—1918: Гальготци

Полк состоял из 4-х батальонов: 1-й базировался в Надьсомбате, 2-й и 3-й — в Тренчине, 4-й — в Братиславе. В 1866 году полк принял боевое крещение в австро-итало-прусской войне, а в 1882 году в Тренчине появился штаб полка.
Национальный состав полка по состоянию на 1914 год был следующим: 85% — словаки, 15% — прочие национальности. В полку служили выходцы из комитатов Тренчен, Орава и Туриец. В этих комитатах было достаточно много медников и лудильщиков, поэтому полк неформально назывался полком медников.

### Первая мировая война
Важным для полка стало участие в Первой мировой войне. В первые дни войны в полк записалось резервистами 8 тысяч человек, перед их отправлением на фронт 8 августа 1914 года в церкви провёл службу тогдашний капеллан и куратор полка Йозеф Тисо (будущий президент Словакии). Полк, состоявший в 14-й пехотной дивизии 5-го армейского корпуса Австро-Венгрии, вступил в бои в августе 1914 года против русских войск в Галиции, но был разбит: в боях за Люблин он потерял больше половины личного состава и командования. В 1915—1916 годах полк сражался против русских войск в Карпатах и более чем полтора года вёл позиционную войну в Галиции. За участие в тех боях эрцгерцог Фридрих трижды выражал личную благодарность полку.
В ноябре 1916 года после войны против России полк отправился на итальянский фронт, где вёл бои суровой зимой 1916/1917 годов. Осенью 1917 года он участвовал в кровопролитном сражении при Пьяве, где австро-венгерские войска на первом этапе прорвали сразу три линии итальянской обороны и взяли 1200 военнопленных, но к концу сражения полк был практически уничтожен и срочно отправлен в тыл в Сербию, в город Крагуевац.

### Бунт в Крагуеваце и конец войны
3 марта 1918 Россия вынуждена была заключить Брестский мир с Тройственным союзом, и уже в апреле в состав 71-го пехотного полка стали возвращаться словацкие военнопленные. На тот момент полк находился в Крагуеваце. 7-я рота 41-го походного отряда численностью от 2,4 до 3 тысяч вернувшихся словаков уже 10 июня отправилась снова вести бои на южный фронт. Однако среди этих солдат уже господствовало нежелание воевать. Солдат лишили обещанного отпуска, поэтому все вернувшиеся из плена не имели права вернуться домой.
2 июня 1918 года вечером солдаты возвращались из города в свои бараки. Солдат Мартин Риляк (словац. Martin Riljak), который был в состоянии сильного алкогольного опьянения, устроил ссору с унтер-офицером Антоном Беднаром (словац. Anton Bednár). Завязалась драка, к которой подключились другие солдаты и избили Беднара. Между 21-м и 22-м часом многие солдаты с оружием в руках вышли из бараков и стали открыто высказывать своё недовольство отправкой на фронт. Множество новобранцев побежали к полевому штабу. Первая группа бунтовщиков под командованием Яна Гудца (словац. Ján Hudec) попыталась захватить склад боеприпасов, а вторая группа под командованием Павла Клейнара (словац. Pavol Klejnar) помчалась к железнодорожной станции, прервав телеграфное сообщение. Однако ни склад боеприпасов, ни железнодорожную станцию бунтовщикам захватить не удалось.
Знаменосец подразделений, подполковник Артур Маркс (словац. Artúr Marx) отреагировал незамедлительно, начав подавлять выступление бунтовщиков. Призвав на помощь драгунские части и пулемётную роту, он не позволил бунтовщикам прорваться к складу боеприпасов и отрезал связь с казармами всех групп, пробравшихся в город. Особенно ожесточённое сопротивление повстанцы оказывали в бараках, но были разбиты после того, как командование применило артиллерию. К полудню 3 июня 1918 года сопротивление было полностью подавлено. Из бунтовщиков только 50 человек сумели спастись. Из 81 человека, обвинённого в мятеже, 44 были расстреляны по приговору суда 9 июня 1918 года.
В ходе так называемых реформ Конрада с июня 1918 года число батальонов было сокращено до трёх: остались только 1-й, 2-й и 4-й батальоны. Последние бои полк провёл на Пьявском фронте, где сдерживал натиск итальянских войск и чехословацких подразделений войск Антанты вплоть до ноября 1918 года, когда Австро-Венгрия капитулировала и распалась.
В 1919 году в вооружённых силах Чехословакии был образован 17-й пехотный полк, который стал правопреемником 71-го пехотного полка армии Австро-Венгрии.

## Командиры
- 1860—1866[11]: полковник Хайнрих Видеманн (нем. Heinrich Widenmann)[12], позже бригадир 15-й пехотной дивизии[13]
- 1866[14]—?: полковник Эмануэль ду Амель де Керлонд (фр. Emanuel du Hamel de Querlonde)
- 1873: полковник Эдуард ван дер Слоот (нем. Eduard van der Sloot)
- 1879: полковник Йоханн фон Немети (нем. Johann von Nemethy[15]
- 1903—1904: полковник Михаэль Тисляр (нем. Michael Tisljar)
- 1905: полковник риттер Франц Рукавина фон Везиновац (нем. Franz Rukavina von Vezinovac)
- 1906—1909: полковник Карл Чанич де Стариград (нем. Karl Čanić de Starigrad)[16]
- 1910—1914: полковник риттер Феликс Уншульд фон Меласфельд (нем. Felix Unschuld von Melasfeld)[17]
- 1914: полковник Фридрих фон Тильзер (нем. Friedrich von Tilzer)[2]